# Mirror Twin
Mirror Twin er det tredje studiealbum fra det danske indieband The Eclectic Moniker. Det udkom 30. november 2016.
Albummet to ud af seks stjerner i musikmagasinet GAFFA og kaldte det "Fesen 80'er-pastiche".

## Spor
1. "Checimal Midnite"
2. "At The Foot Of The Mountain"
3. "The Wonder (Suck On My Love)"
4. "Turn On The Lights"
5. "Avalanche"
6. "Universal Brother"
7. "A Simple Life"
8. "All of My Love"
9. "Tick Of The Clock"
10. "Into Your Arms"
11. "Turn It Over"